# Travassós (Fafe)
Travassós ist eine Gemeinde im Norden Portugals.
Travassós gehört zum Kreis Fafe im Distrikt Braga, besitzt eine Fläche von 8,1 km² und hat 1444 Einwohner (Stand 19. April 2021).